# 宾根 (巴登-符腾堡州)
宾根（德語：Bingen，發音：[ˈbɪŋən] ⓘ）是德国巴登-符腾堡州蒂宾根行政区锡格马林根县的市镇，面积37.01平方千米，2023年12月31日人口为2,750人。